# إدوارد نيكسون
إدوارد نيكسون (بالإنجليزية: Edward Nixon)‏ هو رائد أعمال أمريكي، ولد في 3 مايو 1930 في ويتير في الولايات المتحدة، وتوفي في 27 فبراير 2019.